# Эксайтотоксичность
Эксайтотоксичность (от англ. to excite — возбуждать, активировать и токсичность) — патологический процесс, ведущий к повреждению и гибели нервных клеток под воздействием нейромедиаторов, способных гиперактивировать NMDA- и AMPA-рецепторы. При этом излишнее поступление ионов кальция в клетку активирует ряд ферментов (фосфолипаз, эндонуклеаз, протеаз (кальпаины)), разрушающих цитозольные структуры и приводит к запуску апоптоза клетки. В качестве эксайтотоксинов могут выступать L-глутамат и глутаматомиметики (α-аминометилизоксазолпропионат (АМРА), виллардиин, каинат, квисквалат, N-метил-D-аспартат (NMDA), метилглутамат и ряд других веществ). Процесс может играть определённую роль в патогенезе рассеянного склероза, болезни Альцгеймера, амиотрофического латерального склероза, болезни Паркинсона, болезни Гентингтона, аутизма, а также в развитии глаукомной оптиконейропатии.

## История вопроса
Впервые негативное воздействие L-глутамата было отмечено японским исследователем Тосио Хаяси в 1954 г. Лукас и Ньюхаус в 1957 году выявили гибель нейронов сетчатки при инъекции мышам глутамата натрия. Джон Олни в 1969 обнаружил проявления эффекта эксайтоксичности на структурах центральной нервной системы. Он также предположил, что эксайтотоксичность можно купировать антагонистами глутамата.

## Патофизиология
В качестве эксайтотоксина могут выступать эндогенные субстанции. Наиболее ярким примером является глутамат, являющий также одним из важнейших нейромедиаторов.
При возникновении эпизодов ишемии мозговой ткани при травме или инсульте в области (глутаматэргических) синапсов могут накапливаться избыточные количества глутамата и аспартата, что неизбежно приводит к вовлечению эксайтотоксических реакций в ишемический каскад.
Избыточные концентрации глутамата в кровотоке также могут приводить к развитию эксайтотоксичности. В любом случае превышения концентрации глутамата в синапсе более 1 моль будут запущены процессы апоптоза.